# Zorgstandaard
Een zorgstandaard is een omschrijving van de standaarden waaraan de zorgvoorziening die hoort bij een bepaalde aandoening minimaal dient te voldoen. Deze dient tevens goed te zijn afgesteld op de patiënt en diens situatie.
Een zorgstandaard is opgebouwd uit onder andere tijdige onderkenning van de aandoening, educatie en zelfmanagement, diagnose, behandeling en begeleiding. Zorgstandaarden worden aangevuld met generieke modules en generieke thema's.

## Afgeronde zorgstandaarden
- NDF Zorgstandaard Transparantie en kwaliteit van diabeteszorg voor mensen met diabetes type 2
- Zorgstandaard COPD
- Zorgstandaard Vasculair Risicomanagement
- Zorgstandaard Obesitas

## Zorgstandaarden in ontwikkeling 2012
- Zorgstandaard Astma Kinderen
- Zorgstandaard Astma Volwassenen
- Zorgstandaard Dementie
- Zorgstandaard Depressie
- Zorgstandaard Kanker
- Zorgstandaard Dwarslaesie
- Zorgstandaard CVA/TIA
- Zorgstandaard Myotone Dystrofie
- Zorgstandaard Bijnierziekten
- Zorgstandaard Zeldzame Aandoeningen
- Zorgstandaard ADCA/ATAXIE
- Zorgstandaard Li-Fraumeni
- Zorgstandaard Marshall Smith
- Zorgstandaard Stofwisselingsziekten

## Zorgstandaarden in verkenningsfase
- Zorgstandaard Artrose
- Zorgstandaard Hartfalen
- Zorgstandaard Traumatisch Hersenletsel